# Alfiano Natta
Alfiano Natta (piemontesisch Alfian) ist eine Gemeinde in der italienischen Provinz Alessandria (AL) der Region Piemont.

## Lage und Einwohner
Die Gemeinde Alfino Natta liegt 44 km von der Provinzhauptstadt Alessandria und 19 km nördlich von Asti entfernt. Das Gemeindegebiet umfasst eine Fläche von 13 km² und hat 686 (Stand 31. Dezember 2023) Einwohner. Die Gemeinde hatte zusammen mit Tonco eine Haltestelle an der Bahnstrecke Castagnole-Asti-Mortara, deren Verkehr aber 2012 eingestellt worden ist.
Die Nachbargemeinden sind Calliano (AT), Castelletto Merli, Moncalvo (AT), Odalengo Piccolo, Penango (AT), Tonco (AT) und Villadeati.

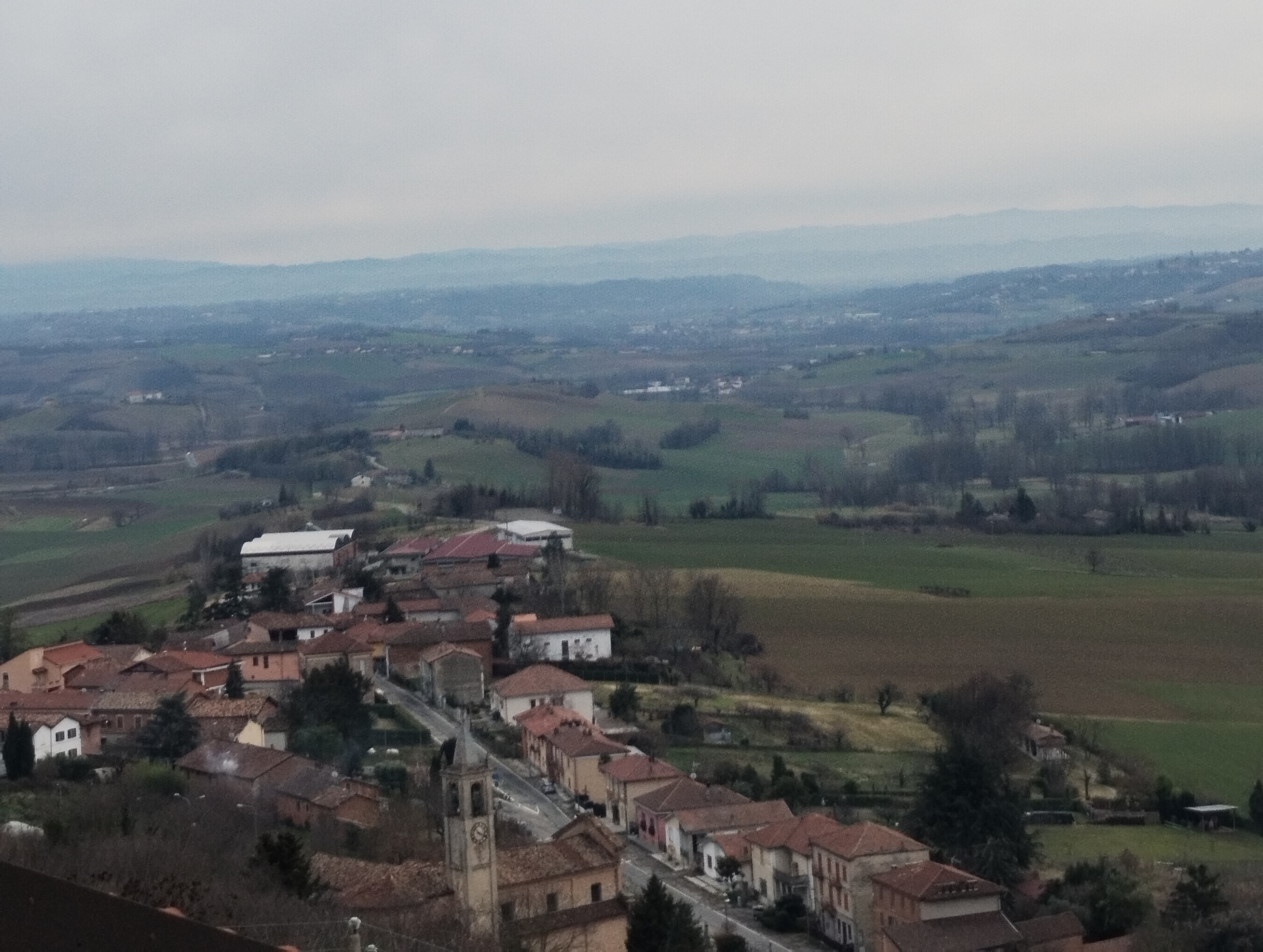
Panorama

## Geschichte

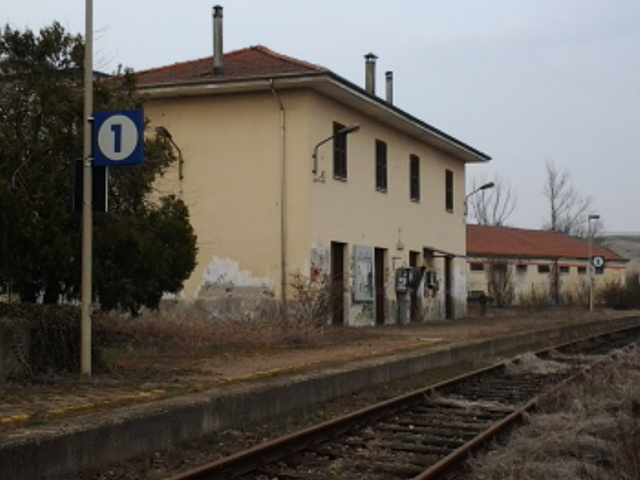
Der leerstehende Bahnhof Tonco Alfiano

Der Ortsname der Siedlung, der bereits im 9. Jahrhundert als Alfianus auftauchte, ist eine Prädialform, die sich aus den Suffixen -Anus und Alfius zusammensetzt, an die im heutigen Namen der Name der Herren angehängt wird, die den Ort als Lehen besaßen. Ältere Zeugnisse sehen es als „Alfesianum“, „Alpezianum“ und „Arpezianum“.
Es handelte sich um ein mittelalterliches Lehen, das zu den ältesten in der Gegend gehörte. Ursprünglich gehörte es zum Besitz der Markgrafen von Monferrato, die es später einigen einheimischen Familien überließen. Seine Bedeutung wuchs ab dem Ende des 10. und Anfang des 11. Jahrhunderts, als es von Friedrich Barbarossa zugunsten des Markgrafen Wilhelm IV. von Monferrato belehnt wurde, wie aus einem Diplom aus dem Jahr 1164 hervorgeht.
Ab dem Jahr 1531 wurde es verliehen an die Familie Natta, die es bis 1900 besaß und deren erster Herr Giovanni Giacomo war. Die Burg, die sie bewohnten, ist noch immer auf dem Hügel über dem alten Dorf zu sehen, wenn auch nur teilweise, da sie heute in Trümmern liegt.
Im 16. Jahrhundert ging es an das Haus Savoyen über.

## Sehenswürdigkeiten
- Die Kirche San Marziano aus dem 17. Jahrhundert, in der Gemälde des Malers Guglielmo Caccia bewundert werden können.
- Die Kapelle San Defendente, in der sich auch ein Gemälde von Caccia befindet.
- Die Kirche Sant’Eusebio, an deren Seite zwei römische Büsten stehen.
- Das Schloss Razzano, heute Sitz eines landwirtschaftlichen Anwesens.

## Kulinarische Spezialitäten
Bei Alfiano Natta werden Reben der Sorte Barbera für den Barbera d’Asti, einen Rotwein mit DOCG Status angebaut.